# Triptognathus atripes

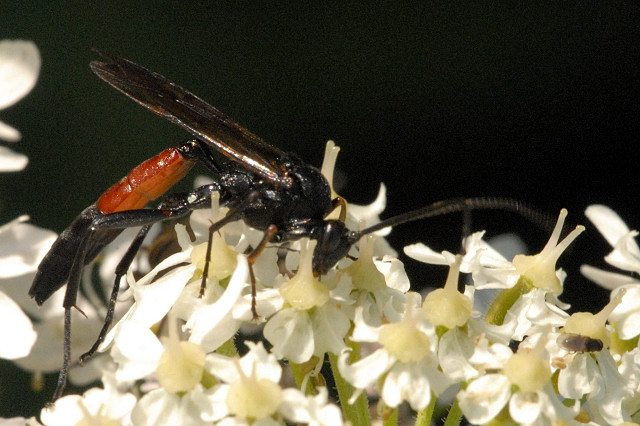

Triptognathus atripes là một loài tò vò trong họ Ichneumonidae.